# ال مورگان لی
ال مورگان لی بازیگر و خواننده آمریکایی است.
او یک زن ترنس است.
او برای بازی در فیلم A Strange Loop در برادوی نامزد جایزه تونی ۲۰۲۲ برای بهترین بازی توسط یک بازیگر زن شد. وی اولین بازیگر تراجنسیتی است که نامزد جایزه تونی شده‌است.
ال مورگان لی در حومه مریلند بزرگ شد. او اجرا را در اوایل کودکی با آواز خواندن در شوی استعدادیابی مهدکودک آغاز کرد. او خیلی زود بازیگری را شروع کرد اما با بسیاری از نقش‌های اولیه خود ارتباط برقرار نکرد. او به تحصیل در رشته تئاتر موزیکال در دانشگاه هنر در فیلادلفیا، پنسیلوانیا ادامه داد. از طریق فیس بوک، لی برای خواندن یک حلقه عجیب در تئاتر موزیکال در شهر نیویورک دعوت شد. او برای بازی در نقش Thought 1 در تولید برادوی، نامزد اولین جایزه تونی خود شد.

## جوایز و نامزدها
| سال  | جایزه             | نتیجه                          |
| ---- | ----------------- | ------------------------------ |
| 2020 | جوایز لوسیل لورتل | بازیگر برجسته زن در یک موزیکال |
| 2020 | جایزه اوبی        | برنده                          |
| 2020 | جوایز آنتونیو     | نامزد شده                      |
| 2022 | جایزه تونی        | نامزد شده                      |
| 2022 | جایزه لیگ درام    | نامزد شده                      |
| 2022 | جوایز آنتونیو     | نامزد شده                      |